# Velebit (Serbia)
Velebit (serbocroata cirílico: Велебит; húngaro: Velebit o Fogadjisten) es un pueblo de Serbia perteneciente al municipio de Kanjiža en el distrito de Banato del Norte de la provincia autónoma de Voivodina.
En 2011 tenía 277 habitantes. Cuatro quintas partes de los habitantes son étnicamente serbios, quienes conviven con una minoría de magiares.
El pueblo está construido en las inmediaciones del yacimiento arqueológico de Bela Humka, un kurgán de gran tamaño. El actual pueblo fue fundado por el reino de los Serbios, Croatas y Eslovenos tras la Primera Guerra Mundial y sus primeros habitantes fueron serbios procedentes de la sierra homónima. En 1941, durante la invasión húngara, se asentaron aquí colonos magiares procedentes de Iacobești, que en 1945 emigraron a Vaskút.
Se ubica unos 10 km al suroeste de la capital municipal Kanjiža, sobre la carretera 301.